# East Pleasant View
East Pleasant View és una concentració de població designada pel cens dels Estats Units a l'estat de Colorado. Segons el cens del 2000 tenia 369 habitants.

## Demografia
Segons el cens del 2000, East Pleasant View tenia 369 habitants, 141 habitatges, i 98 famílies. La densitat de població era de 1.187,3 habitants per km².
Dels 141 habitatges en un 29,8% hi vivien nens de menys de 18 anys, en un 51,8% hi vivien parelles casades, en un 13,5% dones solteres, i en un 29,8% no eren unitats familiars. En el 22% dels habitatges hi vivien persones soles el 7,8% de les quals corresponia a persones de 65 anys o més que vivien soles. El nombre mitjà de persones vivint en cada habitatge era de 2,52 i el nombre mitjà de persones que vivien en cada família era de 2,9.
Per edats la població es repartia de la següent manera: un 24,9% tenia menys de 18 anys, un 9,8% entre 18 i 24, un 31,7% entre 25 i 44, un 22,2% de 45 a 60 i un 11,4% 65 anys o més.
L'edat mediana era de 37 anys. Per cada 100 dones de 18 o més anys hi havia 114,7 homes.
La renda mediana per habitatge era de 53.015 $ i la renda mediana per família de 59.167 $. Els homes tenien una renda mediana de 53.472 $ mentre que les dones 30.795 $. La renda per capita de la població era de 29.317 $. Cap de les famílies i el 9,2% de la població estaven per davall del llindar de pobresa.

## Poblacions més properes
El següent diagrama mostra les poblacions més properes.